# Unterirdische Annenkirche

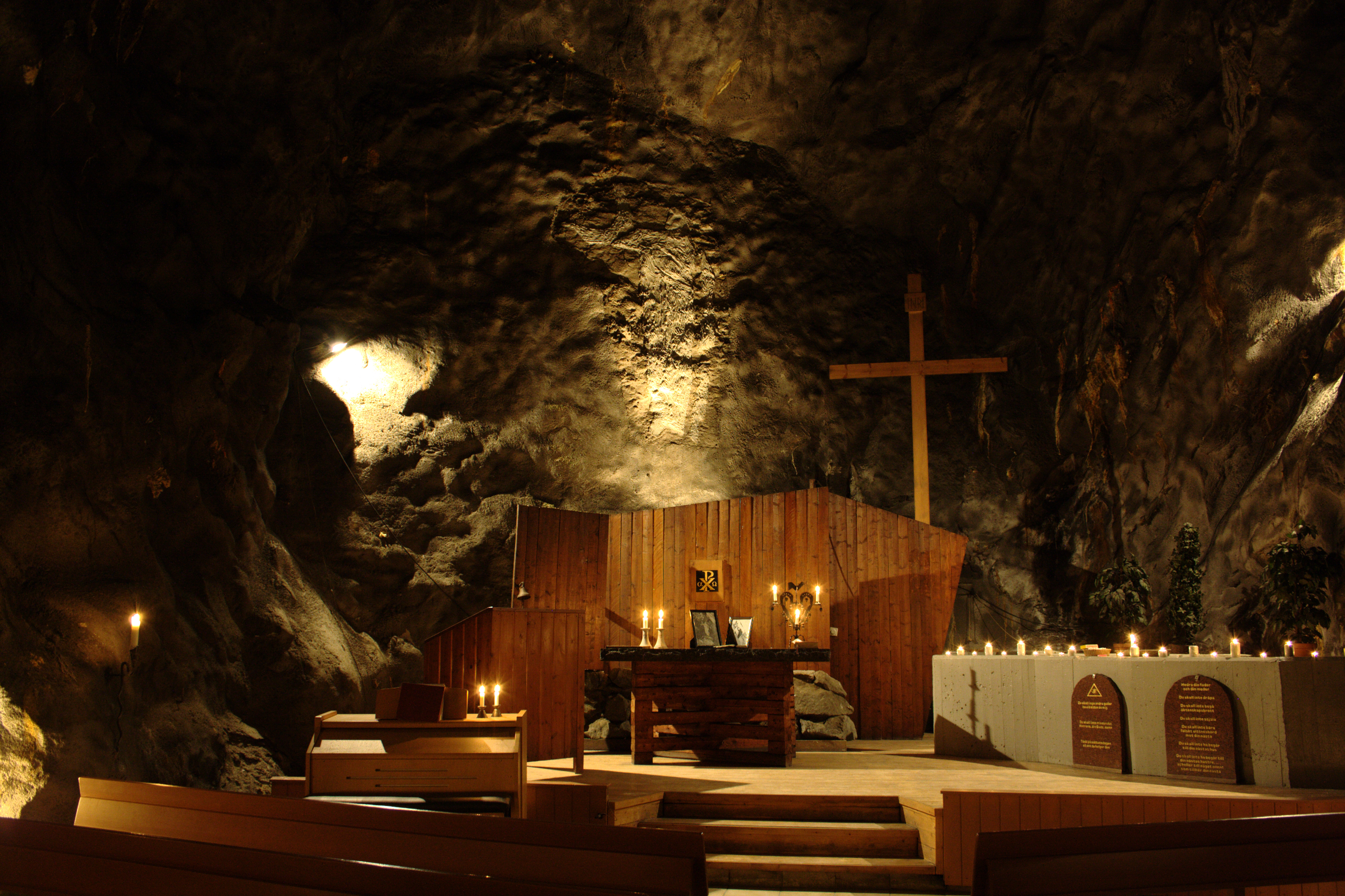
Saal der Kirche, 2012

Die Unterirdische Annenkirche liegt in einem stillgelegten Bergwerksstollen der Grube von Kristineberg in der schwedischen Gemeinde Lycksele.

## Die Legende
Der Bergarbeiter Albert Jönsson soll am Morgen des 29. November 1946 an einer Stollenwand in 107 Meter Tiefe eine Jesusgestalt entdeckt haben, nachdem am Vorabend sein Kollege Olofsson Sprengarbeiten durchgeführt hatte. Die Darstellung soll von weiteren Arbeitern und vom Vorarbeiter der Schicht beobachtet worden sein. Laut verschiedenen Berichten wurden Fotos des Bildes in lokalen Zeitungen veröffentlicht. Die Grube wurde zu einem Wallfahrtsort für die Bewohner der Umgebung und der Bergarbeiter Olofsson wurde zum Antialkoholiker. Da die Besucher den Arbeitsbetrieb störten und das Bild aufgrund des Staubes begann auszubleichen, wurde der Stollen mit Kies gefüllt.
Die Erscheinung kam späteren Vermutungen zufolge zustande, als mit einer Sprengung Quarzit freigelegt wurde, der ein silbriges Bild erzeugte.

## Entstehung der Kirche
Im Jahr 1985 beschloss die Bergwerksleitung, im Bergwerk eine Kirche zu errichten. Dieses Ansinnen erhielt Unterstützung von kommunaler und staatlicher Seite. Die Kirche wurde nach der Schutzheiligen der Bergleute Anna benannt. Der 1990 fertiggestellte Saal hat Platz für 100 Besucher. An einer Wand befindet sich eine Nachbildung der Darstellung, die 1946 existiert haben soll. Mit der Kirche entstanden ein Bistro, ein Souvenirshop und eine kleine Ausstellung zum Bergbau. Bei einer Renovierung im Jahr 2000 wurde die Beleuchtung erneuert. Die Bänke stammen aus einer Kirche des Ortsteils Vinliden von Lycksele. In der Kirche finden regelmäßig Trauungen statt.
Weiterhin ist das Altarbild der Kirche in Björksele nach der Erscheinung von 1946 gestaltet.